# Burg Johannisberg
Die Burg Johannisberg ist eine Befestigungsanlage (Spornburg), gelegen in der Rheingauer Gemeinde Geisenheim zwischen den Ortsteilen Johannisberg und Marienthal im Rheingau-Taunus-Kreis. Heute ist die Anlage, die den Rheingrafen zuzuordnen ist, nur noch als Burgstall wahrnehmbar.

## Lage und Beschreibung
Der Burgstall liegt etwa 1500 Meter nordwestlich von Johannisberg, dem früheren Rheingrafenhausen, an der nördlichen Seite der K 984, auf Höhe der Reußischen Mühle auf dem Sporn eines Bergrückens, dem Schloßberg. Zur West-, Süd- und Ostseite hin fällt das Gelände hier steil ab, so dass sich als angriffsgefährdet ausschließlich die Nordseite darstellt. Durch eine natürliche Überhöhung gegenüber dem Bergrücken, sind aber auch hier Verteidigungsvorteile gegeben.
Die Burgstelle hatte eine Länge von etwa 70 Metern in Nord-Süd-Richtung, bei bis zu 18 Metern Breite. Heute zeigen sich in dem Bereich noch Bodenvertiefungen, die Fundamente und Gebäude vermuten lassen.
Die Burg lag am mittelalterlichen Wegenetz am Elsterbach, das zum Rennweg führte. Der Rennweg war eine der zentralen Straßen des Besitzes der Rheingrafen im Rheingau.

## Geschichte
Über die Geschichte der Burg an sich ist heute nichts mehr bekannt. Denkbar ist eine Zerstörung durch das Erzstift Mainz. In den Jahren 1111 bis 1137 setzte der Mainzer Erzbischof Adalbert I. die Ansprüche des Stiftes im Rheingau durch und drängte auch die Rheingrafen zurück. Möglicherweise wurden Reste des Mauerwerks noch beim Bau der Mangangrube Schloßberg, die am Fuß der Burg von 1856 bis 1910 betrieben wurde, verwendet.
Erste Hinweise auf die Existenz des Burgstalls stammen von Ferdinand Kutsch aus dem Jahr 1961. Unter der Leitung von Georg Ludwig Duchscherer wurden 1957 Grabungen am Burgstall veranlasst. Ergebnisse wurden allerdings nie veröffentlicht. Es wird vermutet, dass Duchscherer die Unterlagen aus unbekannten Gründen verbrannte.

## Denkmalschutz
Der Bereich der Wallanlage ist ein Bodendenkmal nach dem Hessischen Denkmalschutzgesetz. Nachforschungen und gezieltes Sammeln von Funden sind genehmigungspflichtig, Zufallsfunde an die Denkmalbehörden zu melden.